# بطولة العالم للدراجات على المضمار 1983
بطولة العالم للدراجات على المضمار 1983 هي الدورة ال80 من بطولة العالم للدراجات على المضمار، أجريت في زيورخ، سويسرا.

## النتائج النهائية
| المسابقة                              | ذهبية                   | فضية                     | برونزية                      |
| ------------------------------------- | ----------------------- | ------------------------ | ---------------------------- |
| الرجال                                |                         |                          |                              |
| السرعة الفردية                        | كويتشي ناكانو (JPN)     | Yavé Cahard (FRA)        | Ottavio Dazzan (ITA)         |
| سباق المطاردة الفردية                 | لوران بيوندي (أستراليا) | روبرت دل بوندي (سويسرا)  | هانز هنريك أورستد (الدنمارك) |
| سباق مطاردة الدراجة النارية للهواة    | Rainer Podlesch (FRG)   | ماتيوس برونك (NED)       | والتر بومغارتنر (SUI)        |
| سباق مطاردة الدراجة النارية للمحترفين | Bruno Vicino (ITA)      | رينيه كوس (NED)          | مارتن هافيك (NED)            |
| الكيرين                               | Urs Freuler (SUI)       | داني كلارك (دراج) (AUS)  | Gibby Hatton (USA)           |
| سباق النقاط                           | Urs Freuler (SUI)       | Guido Bontempi (ITA)     | غاري ساتون (AUS)             |
| السيدات                               |                         |                          |                              |
| السرعة الفردية                        | كوني باراسكفين (USA)    | Claudia Lommatzsch (FRG) | Isabelle Nicoloso (FRA)      |
| سباق المطاردة الفردية                 | كوني كاربنتر-فيني (USA) | Cynthia Olavarri (USA)   | جيني لونغو (FRA)             |